# Scribus

Scribus är ett fritt desktop publishing-program som finns till Linux, Unix Mac OS och Windows. Programmet är jämförbart med Pagemaker, InDesign och Quarkxpress. Scribus kan bl.a. hantera filformaten PDF och SVG.

## Funktion
Programmet är baserat på ramar som läggs i lager. Dessa ramar kan fyllas med text, bilder, färger, linjer och därefter redigeras, flyttas och grupperas. Sidorna kan redigeras var för sig eller fyllas med mallsidor. Dokumenten kan därefter sparas i Scribus eget XML-baserade format .sla, eller exporteras till tryckfärdiga PDF, XPS, JPEG, PNG, SVG eller andra format.

## Historia
Efter en utvecklingstid på två år släpptes Scribus version 1.0 den 15 juli 2003. Programmet hade då stöd för 17 språk. Den förste programmeraren var Franz Schmid.
Version 1.2 kom mindre än ett år senare. 1.3 i november 2004. Därefter dröjde det till 2010 innan version 1.4 kom ut. Version 1.5 kom i maj 2015. 1.4 (nu 1.4.8) är den stabila serien, och 1.5 (nu 1.5.6) är utvecklarserien, som kommer att leda fram till nästa stabila serie, 1.6. Med version 1.5.3, släppt den 22 maj 2017, fick Scribus stöd för OpenType med avancerad typografi och komplexa skriftsystem.